# Обводный канал (станция метро)

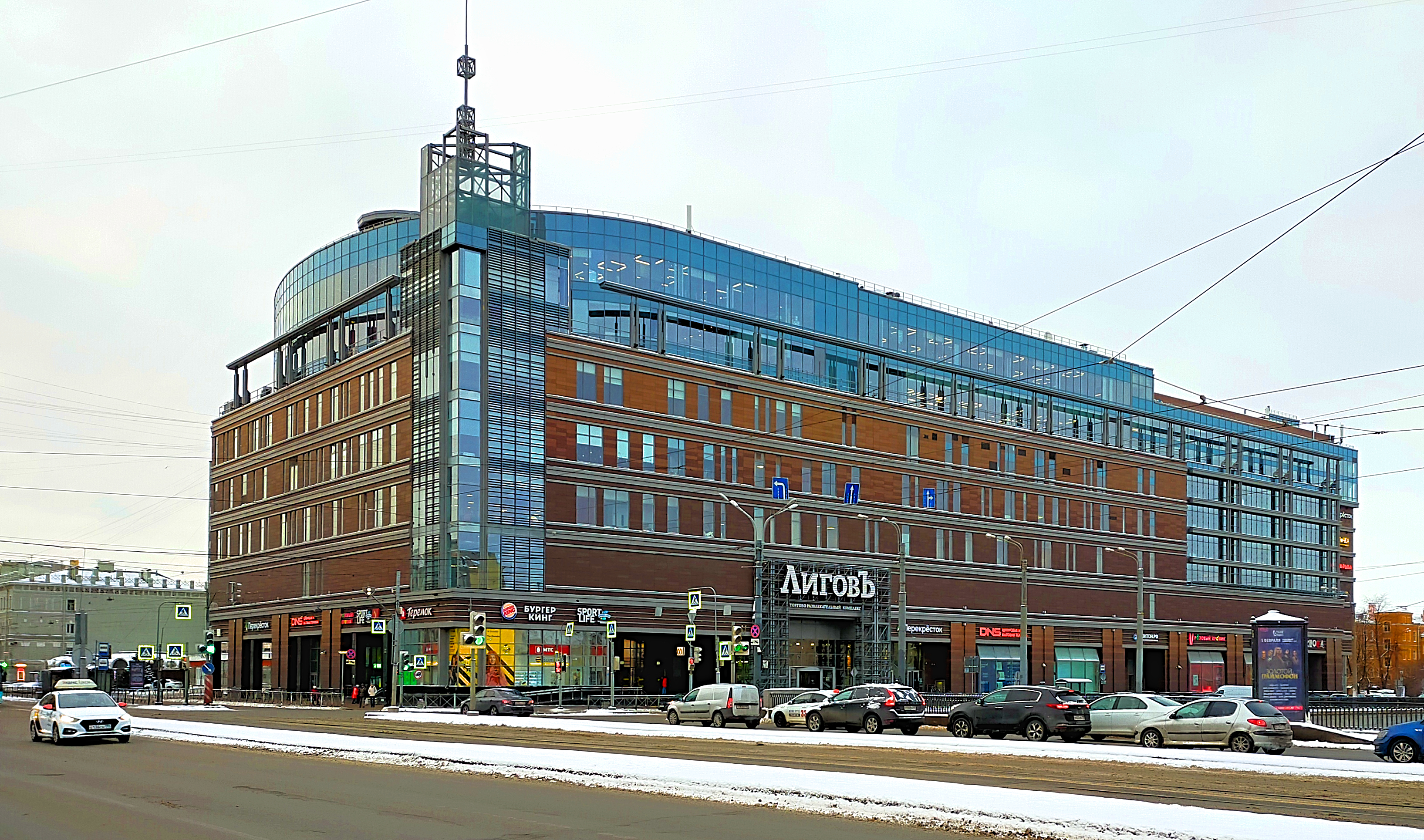
Здание ТРК «Лиговъ», где находится вестибюль станции

«Обво́дный кана́л» — станция Фрунзенско-Приморской линии Петербургского метрополитена, расположенная между станциями «Звенигородская» и «Волковская».
Несмотря на то, что обе соседние станции открылись в составе первой очереди Фрунзенского радиуса в 2008 году, на ввод в эксплуатацию «Обводного канала» потребовалось еще 2 года. Станция открылась 30 декабря 2010 года.
К 2032 году планируется организация пересадки на проектируемую станцию «Каретная» Красносельско-Калининской линии.

## Наземные сооружения
Вестибюль станции разместился в здании торгово-развлекательного комплекса «Лиговъ» на пересечении Лиговского проспекта и набережной Обводного канала, для постройки которого пришлось снести бывший кинотеатр «Север» (Лиговский проспект, 153) и разобрать 8-этажное здание, так как «Метрострой» не смог гарантировать сохранность последнего во время строительства.
Оба эти здания были построены в 1914 году. Здание кинотеатра являлось частью неосуществлённого авторского проекта 1911 года, по которому предполагалось завершить выезд по Лиговскому проспекту за Обводный канал двумя высокими доминантами, слева и справа от оси проспекта, по Обводному каналу. Прежде здание кинотеатра «Север» (до революции — «Норд») считалось объектом культурного наследия, однако в августе 2004 года КГИОП исключил его из списка памятников.

## Подземные сооружения
«Обводный канал» — пилонная станция глубокого заложения (глубина 61 м). Первоначальный проект предусматривал строительство двухъярусной пересадочной односводчатой станции, но для удешевления и ускорения строительства тип станции был изменён на пилонный.
Подземный зал сооружён по проекту архитекторов П. В. Малмалаева Б. А. Подольского и (Санкт-Петербургское отделение ГипроНИИ РАН) в стиле промышленной архитектуры. Все три нефа станции и наклонный тоннель с эскалаторами являются элементами единой композиции.
Подземные сооружения сконструированы по проекту, аналогичному «Спасской» и «Волковской». Стены перронов украшены стеклокерамическими панно с коллажами-панорамой Обводного канала — такого, каким он был в конце XIX века. С одной стороны — набережная правого берега, с другой — левого. Общая длина композиции — 360 погонных метров, на которых не заложено ни одного места под размещение рекламы.
Как утверждает Юлия Шавель, пресс-секретарь Петербургского метрополитена, «К сожалению, без рекламы сегодня мы жить не можем. Возможно, мы будем требовать от рекламодателей, чтобы их макеты вписывались в общую концепцию оформления станции».
Уже вскоре после открытия станции пассажиры заметили неточности в оформлении панно. Архитектор Варшавского вокзала был указан на стене станции метро «Обводный канал» как «Скаржиновский К. А.». На самом деле фамилия архитектора — Скаржинский. Спустя две недели ошибка была исправлена. Также на панно напротив Варшавского вокзала иллюстраторы поместили знаменитый Царскосельский курзал — первый в России вокзал.
Вестибюль и подземные залы оформлены архитекторами П. В. Малмалаевым, Б. А. Подольским, и художниками А. Я. Гординым и П. Э. Якушиным.
Наклонный ход с четырьмя эскалаторами располагается под углом к продольной оси станции, изначально светильники на балюстрадах эскалаторов были установлены цилиндрической формы, но с 2014 года, с целью оптимизации освещения наклонного хода, были сначала частично заменены на шаровые на тонкой ножке, а затем в 2016 году все — на светильники-факелы.

## Проект
Станцию «Обводный канал» изначально планировалось соорудить по принципу станции «Спортивная», на которой имеется задел в виде пустой выемки для путей Кольцевой линии: проект предполагал две расположенные друг над другом платформы, к которым бы прибывали поезда с двух разных линий — двухъярусную кросс-платформенную пересадку на Красносельско-Калининскую линию, в связи с чем пути перед «Обводным каналом» специально изогнуты. Проект не был реализован ввиду экономии и, как следствие, ускорения строительства, что привело к неудобству выхода в город: чтобы пройти к эскалаторам, необходимо подниматься по лестнице и идти по изогнутому переходу. В перспективе Фрунзенско-Приморская линия будет пересекаться с Красносельско-Калининской на станции «Каретная».

## Строительство
2008 год
- Апрель: Принято постановление о расселении зданий.
- Май: установлен забор вокруг будущего вестибюля.
- 2 сентября — началась разборка бывшего кинотеатра[18].
- Октябрь: участок остался без построек.
- Ноябрь: Здание снесено, идёт забивка свай.

2009 год
- Начались работы по сооружению наклонного хода.
- Декабрь: завершены работы по проходке наклонного хода[19].

### Открытие станции
Первоначально планируемая дата открытия станции для проезда транзитом — 1 декабря 2008 года, но в середине ноября она была перенесена на 24 декабря 2008 года, и открытие движения состоялось 20 декабря 2008 года.
По данным на середину 2010 года открытие станции в полном объёме для пассажиров планировалось в январе 2011 года. Однако в интервью, данных в 2010 году, губернатор Санкт-Петербурга Валентина Матвиенко настаивала на сдаче станции в эксплуатацию не позднее конца декабря 2010 года. Вице-губернатор Юрий Молчанов сообщил, что станция откроется до конца года.
По данным на 24 декабря 2010 года (при посещении её журналистами) станцию планировалось торжественно открыть 30 декабря 2010 года (ранее предполагалось открыть станцию 25 декабря). Пресс-служба метрополитена говорила о промежутке открытия 27—30 декабря.
С 26 декабря транзитные поезда останавливались (без открытия дверей) на станции.
Станция была открыта 30 декабря 2010 года. На открытии станции присутствовали губернатор В. И. Матвиенко и председатель ЗакСа В. А. Тюльпанов.
Станция удостоилась именного жетона, выпущенного к открытию станции.
Председатель ЗакСа Вадим Тюльпанов призвал покупать жетоны как нумизматическую редкость.
Станция с момента открытия функционирует в полном объёме, в то время как само здание торгового центра достраивалось в течение 2011 года.

## Перспективы
Планируется пересадка на проектируемую станцию «Каретная» Красносельско-Калининской, ввод в эксплуатацию которой запланирован на 2029 год.

## Наземный транспорт

### Автобусные маршруты

#### Городские
| №   | Пересадки | Конечный пункт 1       | Конечный пункт 2                               |
| --- | --- | ---------------------- | ---------------------------------------------- |
| 3   | Предпортовая Московская Парк Победы Электросила Московские Ворота Лиговский проспект Площадь Восстания Маяковская Московский вокзал Невский проспект Гостиный двор Адмиралтейская | улица Костюшко         | Театральная площадь                            |
| 26  | Автово · Ленинский проспект · Ленинский проспект · Московская · Парк Победы · Электросила · Московские ворота · Лиговский проспект                                                | Кировский завод        | Площадь Восстания Маяковская Московский вокзал |
| 54  | Купчино · Купчино · Проспект Славы · Международная · Бухарестская · Волковская · Лиговский проспект · Площадь Восстания · Маяковская · Московский вокзал                          | Малая Балканская улица | Смольный                                       |
| 65  | Балтийская · Балтийский вокзал · Фрунзенская · Лиговский проспект · Площадь Восстания · Маяковская · Московский вокзал                                                            | Двинская улица         | Площадь Александра Невского                    |
| 74  | Купчино · Купчино · Бухарестская · Волковская · Лиговский проспект · Площадь Восстания · Маяковская · Московский вокзал                                                           | Малая Балканская улица | Смольный                                       |
| 91  | Международная · Бухарестская · Волковская · Лиговский проспект | Сортировочная          | Площадь Восстания Маяковская Московский вокзал |
| 141 | Звездная Московская Проспект Славы Лиговский проспект | Звездная улица         | Площадь Восстания Маяковская Московский вокзал |

#### Пригородные
| №   | Пересадки | Конечный пункт 1 | Конечный пункт 2 |
| --- | --- | ---------------- | ---------------- |
| 801 | Волковская Бухарестская Международная Проспект Славы Ломоносовская Лодейное Поле                                     | Обводный Канал   | Винницы          |
| 856 | Волковская Бухарестская Международная Проспект Славы Ломоносовская Волховстрой Гостинополье Андреево Волхов-Пристань | Обводный Канал   | Кириши           |
| 860 | Волковская Бухарестская Международная Проспект Славы Ломоносовская                                                   | Обводный Канал   | Тихвин           |
| 863 | Волковская Бухарестская Международная Проспект Славы Ломоносовская Лодейное Поле Инема                               | Обводный Канал   | Старая Слобода   |
| 864 | Волковская Бухарестская Международная Проспект Славы Ломоносовская                                                   | Обводный Канал   | Лодейное Поле    |
| 865 | Волковская Бухарестская Международная Проспект Славы Ломоносовская Лодейное Поле                                     | Обводный Канал   | Подпорожье       |
| 867 | Волковская Бухарестская Международная Проспект Славы Ломоносовская                                                   | Обводный Канал   | Бокситогорск     |
| 869 | Волковская Бухарестская Международная Проспект Славы Ломоносовская Тихвин Пикалёво                                   | Обводный Канал   | Пикалёво         |
| 896 | Волковская Бухарестская Международная Проспект Славы Ломоносовская Тихвин                                            | Обводный Канал   | Шугозеро         |

### Трамвайные маршруты
| №  | Пересадки | Конечный пункт 1       | Конечный пункт 2    |
| -- | --- | ---------------------- | ------------------- |
| 16 | Технологический институт · Технологический институт · Пушкинская · Звенигородская · Витебский вокзал · Лиговский проспект | Нарвская               | Карбюраторный завод |
| 25 | Проспект Славы · Международная · Бухарестская · Волковская · Лиговский проспект                                           | Купчино · Купчино      | улица Марата        |
| 49 | Дунайская · Проспект Славы · Международная · Бухарестская · Волковская · Лиговский проспект                               | Малая Балканская улица | улица Марата        |

### Троллейбусные маршруты
| №  | Пересадки                                  | Конечный пункт 1 | Конечный пункт 2                               |
| -- | ------------------------------------------ | ---------------- | ---------------------------------------------- |
| 42 | Бухарестская Волковская Лиговский проспект | Сортировочная    | Площадь Восстания Маяковская Московский вокзал |